# 张广才岭

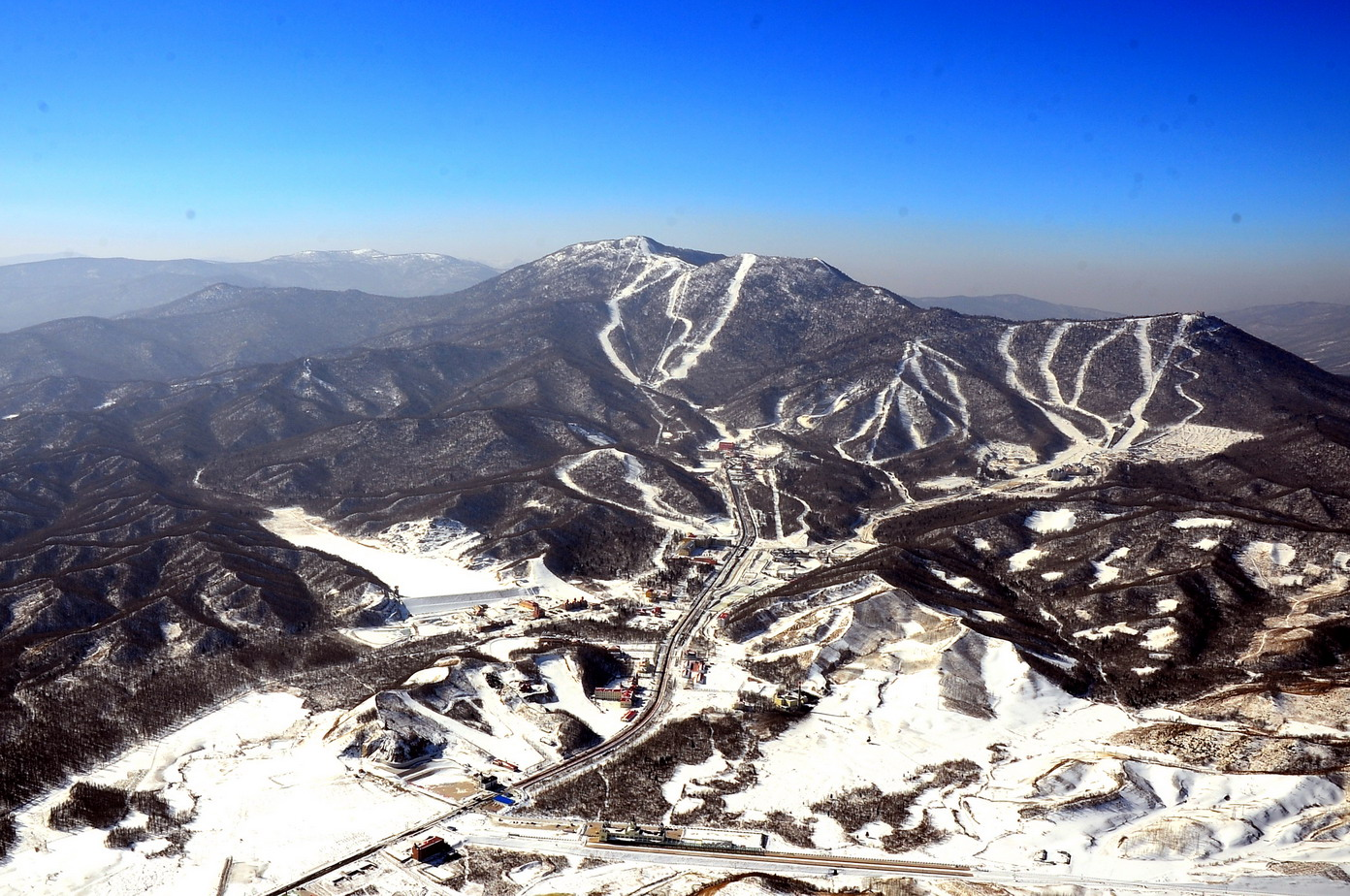
亚布力滑雪旅游度假区

张广才岭位于中国黑龙江省东南部，延伸至吉林省境。

## 位置与地貌
位于东北东部山地北段的中轴部位，大部分在黑龙江省境内。向南伸入到吉林省敦化北部，分东西两支，蛟河盆地以西为西老爷岭，蛟河盆地以东为威虎岭（蛟河与敦化的市界）。
为东北——西南走向。北起松花江南岸，南止敦化市威虎岭，东隔牡丹江，与锅盔山相望，西至阿城区。海拔1000米左右。主要山峰有老秃顶子（1686.9米）、黑龙江省最高峰大秃顶子山、位于吉黑省界上的大老爷岭峰（1681.7米）、琵琶顶子（1393米）、老白山（位于敦化、五常的界山）海拔1696米。
山势高大，以中山为主，东西两侧有部分低山。山峰海拔多在1000～1300米，相对高度达600余米。为松花江支流蚂蚁河、阿什河、拉林河与牡丹江的分水岭。
中山山峰多具平缓山顶，顶宽可达数公里，为保留较好的古夷平面。向东西两侧山峰尖峭，河谷深切。山上森林茂密。

## 地质
古老花岗岩山体，南部多玄武岩山岭。西侧为依兰—伊通断裂带，东侧为敦化—密山断裂带，是以华力西期花岗岩为主体的断块山地，局部山体由上古生界变质岩组成，中生代以来隆起明显。

## 生物
森林茂密，以红松、鱼鳞松、云杉、冷杉林为主。林间多珍奇禽兽。富矿藏资源。
　　　　　

## 地名
“张广才”看似汉族人名，但实则并非如此。根据康熙年间的《五体清文鉴》和乾隆年间撰写的《三合便览》二书中记载，张广才岭（转写：julgen sain alin），音译为「遮根猜良」，意为“幸头好”，即吉祥如意的意思。康熙年间张广才岭以森林资源闻名中外，珍禽异兽广布，因此被康熙命名为“遮根猜”。道光年间以后开放柳条边关内汉人大量移民，白读成“张广才”岭。